# Mesoceration umbrosum
Mesoceration umbrosum är en skalbaggsart som beskrevs av Perkins 2008. Mesoceration umbrosum ingår i släktet Mesoceration och familjen vattenbrynsbaggar. Inga underarter finns listade i Catalogue of Life.